# Carmen Jaquier
Carmen Jaquier (Ginebra, 1985, és una cineasta i directora suïssa.

## Biografia
Dissenyadora gràfica de formació, Carmen Jaquier va obtenir una llicenciatura en direcció a l'ECAL de Lausana el 2011. El seu primer curtmetratge, Le Tombeau des filles, va ser reconegut i premiat a Locarno el 2014. Aquesta pel·lícula explora la noció del descobriment de la feminitat per part d'una jove. El 2015, la jove directora va presentar un segon curtmetratge a Locarno La Rivière sous la langue.
Després de tres anys d'exercici professional vinculat a la direcció, va reprendre la seva formació de màster en cinema ECAL/HEAD de Ginebra en guió.
Pertany al grup de deu directors que van presentar a Locarno el 2015 el projecte “Heimatland”, una pel·lícula col·lectiva suïssa.
Carmen Jaquier és la guanyadora del premi Suissimage el 2018. Comparteix el premi amb la directora franco-suïssa Ursula Meier. Carmen Jaquier crea el seu projecte de primer llargmetratge que titula Foudre. Aquesta pel·lícula narra el viatge iniciàtic d'una jove monja que torna a la vida secular, després de la mort de la seva germana gran el dol de la qual es converteix en una revelació d'un mateix. La pel·lícula s'estrena el 2022, amb la seva premiere mundial al Festival Internacional de Cinema de Toronto. L'estrena suïssa va tenir lloc al Festival de Cinema de Zuric, on la pel·lícula va guanyar dos premis.
Al mateix temps, va col·laborar amb Jan Gassmann en un projecte de llargmetratge, Les Paradis de Diane, que presenta una dona que abandona el seu fill i el pare del nen després de donar a llum.
En la seva filmografia, Carmen Jaquier posa en escena un univers femení que il·lustra a través de les seves pròpies representacions i al qual ofereix un punt de vista femení, allunyat del control de les descripcions masculines. Exposa la transformació de les noies joves en dones, revela la sexualitat femenina i dona testimoni de la construcció de la identitat femenina.

## Filmografia
- 2004 : Bouffe-moi
- 2010 : Ça ne veut pas dire que je ne t’aime pas
- 2011 : Le Tombeau des filles
- 2013 : Le Bal des sirènes
- 2015 : La Rivière sous la langue
- 2015 : Wonderland (l'amère patrie)
- 2016 : Plante un poète
- 2022 : Foudre

## Premis
- Locarno Festival 2011 : Silver Pardino - Leopards of Tomorrow pour Le Tombeau des filles
- Festival du film de Zurich 2015 : Zurich Film Award per Heimatland
- Festival Max Ophüls 2016 : Millor pel·lícula socialment rellevant per Heimatland
- Festival du film de Zurich 2022 : Premi de la crítica per Foudre
- Festival Internacional de Cinema de Marràqueix 2022 : Premi a l’escenofia per Foudre
- Premi del Cinema Suís, Quartz 2023 : Premi a la millor música de cinema atorgat a Nicolas Rabaeus per Foudre, Premi al millor so atorgat a Carlos Ibanez i Denis Séchaud per Foudre.[13]